# 1998 KY26
1998 KY26 è un asteroide di tipo Apollo scoperto il 2 giugno 1998 nell'ambito del progetto Spacewatch e seguito fino all'8 giugno successivo mentre transitava a circa 800000 km dalla Terra (poco più del doppio della distanza Terra-Luna).
La scoperta è stata attribuita ad un gruppo internazionale di astronomi guidati da Steven Ostro del Jet Propulsion Laboratory utilizzando un telescopio radar in California e telescopi ottici in Repubblica Ceca, Hawaii, Arizona e California.
1998 KY26 è di forma tondeggiante con un diametro di soli 30 m che ne consente la classificazione come asteroide e non come meteoroide.
È uno degli oggetti più piccoli del sistema solare con un periodo di rotazione di soli 10,7 minuti, circostanza che lo classifica tra gli oggetti con velocità di rotazione maggiore. Dalle osservazioni ottiche e con strumentazione radar, l'asteroide risulta contenere quantità di acqua considerevoli.
La sua velocità di rotazione è incompatibile con una sua formazione per aggregazione di polveri e frammenti quindi probabilmente è un monolite. Successivamente alla sua scoperta, sono stati rinvenuti altri piccoli asteroidi con velocità di rotazione paragonabile o superiore.
L'asteroide sarà oggetto di esplorazione nel 2031 da parte della sonda spaziale Hayabusa 2, come estensione della sua missione principale.